# Parc national de Laemson
Le parc national de Laemson (thai : อุทยานแห่งชาติแหลมสน ; litt. parc national du cap des pins) est un parc national marin de 315 km2 créé en 1983. Il se trouve en Thaïlande, tout près de la frontière sud de la Birmanie, dans les provinces de Ranong et Phangnga et se situe à 60 km au sud de la ville de Ranong,.
En 2002, l'ensemble parc national de Laemson, estuaire de Kaper et estuaire de Krabury (1 220 km2) est classé site Ramsar,.

## Géographie

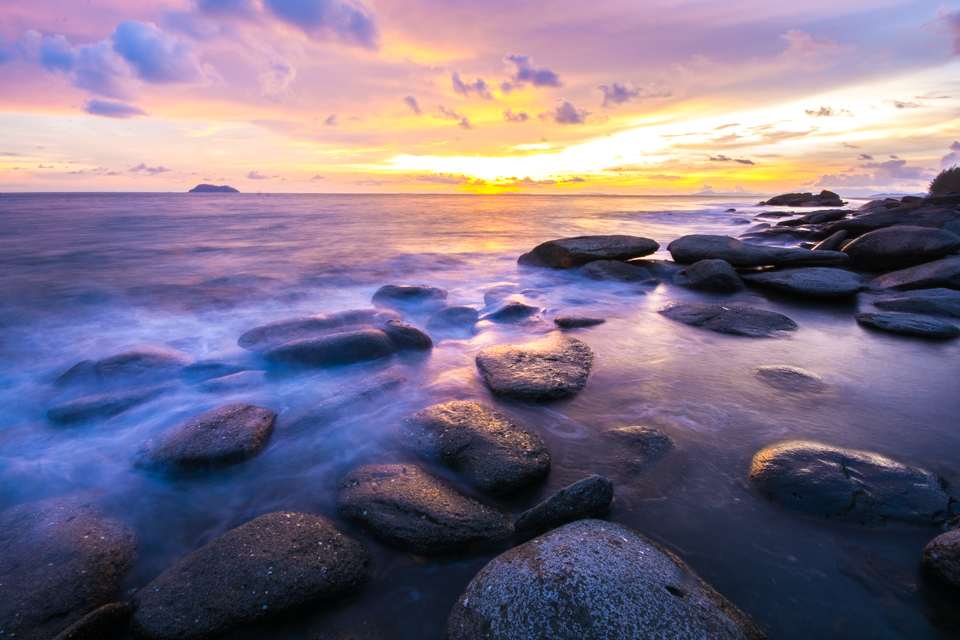

Le parc national de Laemson se compose de 252 km2 de mer (85%) et de seulement 63 km2 de terres (15%). Il inclut 60 km de côtes ainsi que deux archipels et huit îles. Ces îles se nomment Piak Nam Yai (เกาะ เปียกน้ำใหญ่), Piak Nam  Noi (เกาะ เปียกน้ำน้อย),  Thao,  Kam  Yai (เกาะ กำใหญ่),  Kam  Nui (เกาะ กำนุ้ย),  Khai  Yai (เกาะ ไข่ใหญ่),  Lan (เกาะ ล้าน) et Khang Khao (เกาะ ค้างคาว). Le plus haut sommet du parc se trouve sur l'île de Kam Yai et il culmine à 296 m au-dessus du niveau de la mer.
Le long de la côte et autour des îles, il y a des plages et des mangroves ; à l'intérieur des terres et des îles, il y a essentiellement des forêts tropicales humides.

## Climat
La saison des pluies (mousson) commence à la mi-mai et se termine à la mi-octobre, la saison froide est d'octobre à février et la saison chaude est de mars à mai.

## Flore
Dans la forêt tropicale humide, on trouve les caractéristiques arbres géants émergents dipterocarpacés, en particulier des dipterocarpus gracilis et des dipterocarpus turbinatus, des shorea gratissima... et bien d'autres espèces d'arbres dont des dracontomelon dao etc.
Dans les mangroves, on trouve : 
- en bord de mer des forêts de palétuviers avicennia alba, avicennia officinallis et sonneratia alba avec parfois aussi quelques rares avicennia marina et sonneratia griffithii ;
- en arrière des forêts de palétuviers rhizophora apiculata, rhizophora mucronata, bruguiera cylindrica, brugiera parviflora, bruguiera gymnorrhiza, ceriops decandra et ceriops tagal, des forêts de palmiers nypa fruticans le long des cours d'eau boueux et parfois des arbres xylocarpus granatum, excoecaria agallocha, heritiera littoralis (toto margot), des fougères dorées acrostichum aureum et des palmiers-dattiers phoenix paludosa etc.

Au bord de la plage de Hat  Bang  Ben (หาดบางเบน), il y a une forêt de plage de casuarina (filao). On trouve aussi, le long de la côte dans les forêts de bord de mer, des badamiers, des badamiers de l'Inde, des jameloniers, des arbres porchers (ou miros) thespesia populnea et des hibiscus tiliaceus ... 
Dans la mer, il y a des champs d'herbes marines enhalus acoroides, halophila ovalis, halodule uninervis et cymodocea serrulata en particulier à Ban Bang Chak et Ban Hat Sai Dam (บ้าน หาดทรายดำ).

## Faune
On peut voir dans le parc national :
- 29-30 espèces de mammifères : macaque crabier (macaque à longue queue), macaque à queue de cochon des îles de la Sonde, macaque à face rouge, gibbon à mains blanches[7], loris nycticèbe, semnopithèque obscur et semnopithèque malais ; "lémur volant" galéopithèque de Temminck ; écureuil géant oriental et écureuil callosciurus caniceps ; tupaia glis ; porc-épic athérure malais ; pangolin malais ; chevrotain tragulus ; cochon sauvage sanglier ; cerf aboyeur ; chat-ours binturong et civette des palmiers paradoxurus hermaphroditus ; rattus losea et rat maxomys surifer etc.

Des macaques crabiers ont été observés utilisant des outils de pierre pour se procurer de la nourriture dans le parc sur l'île de Piak Nam Yai,, et l'île de Tao ainsi qu'en Birmanie.

Macaques crabiers utilisant des outils de pierre, île de Piak Nam Yai
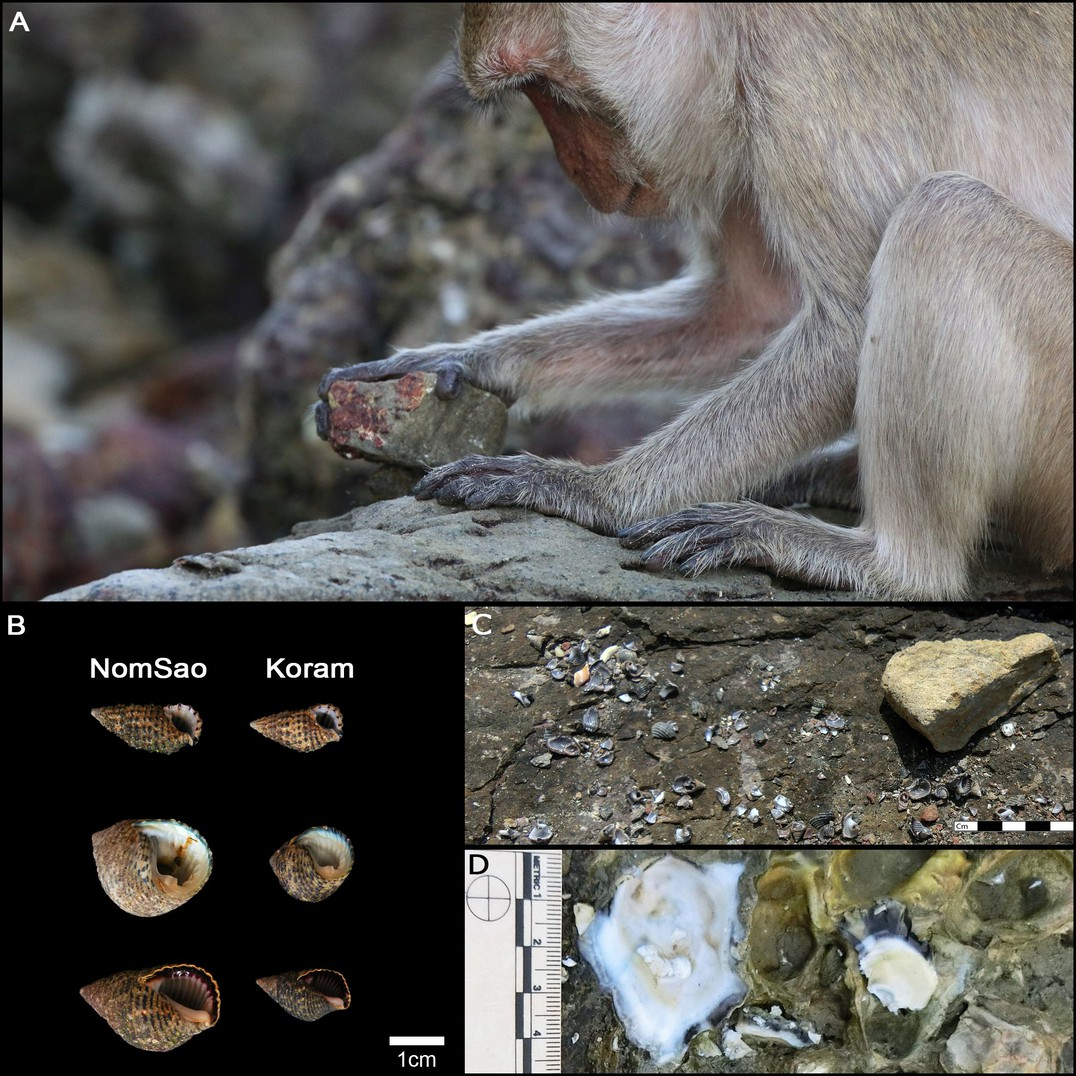
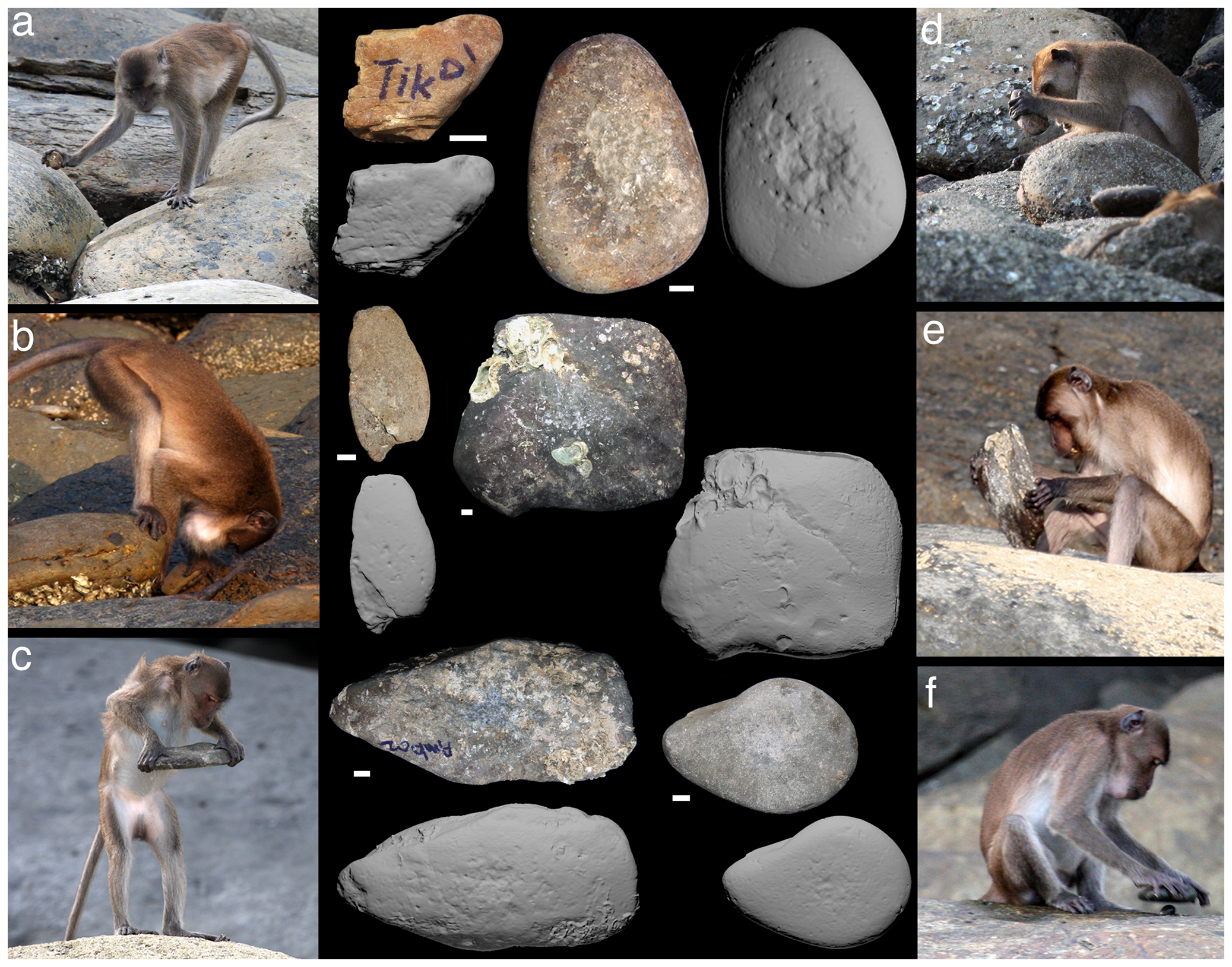
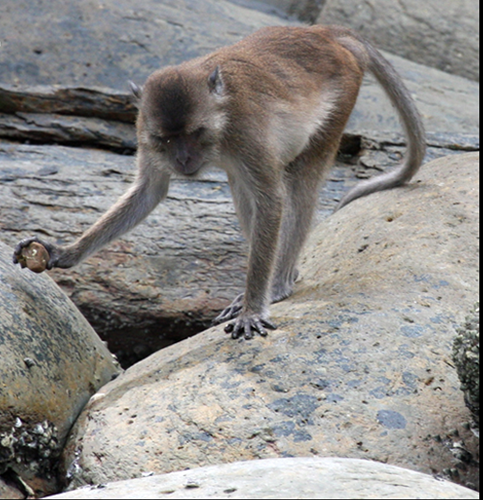
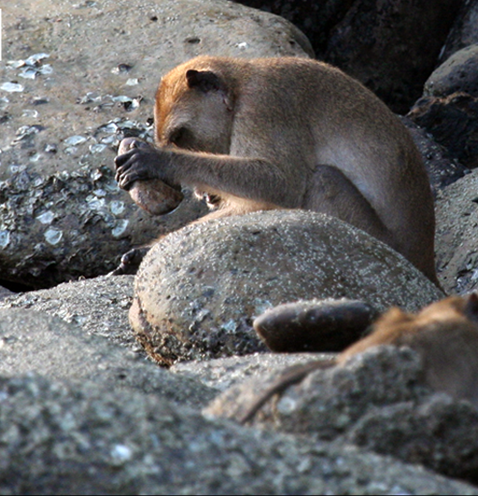
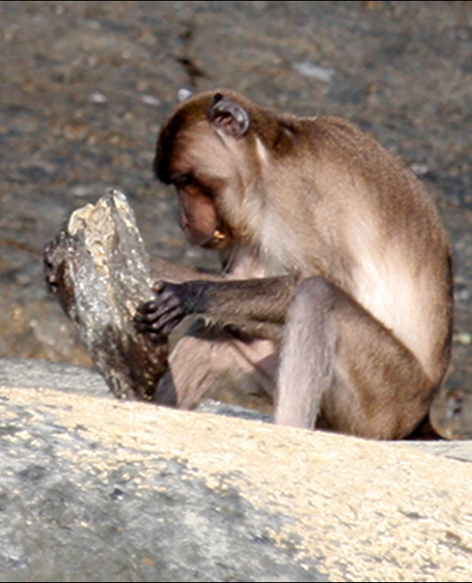
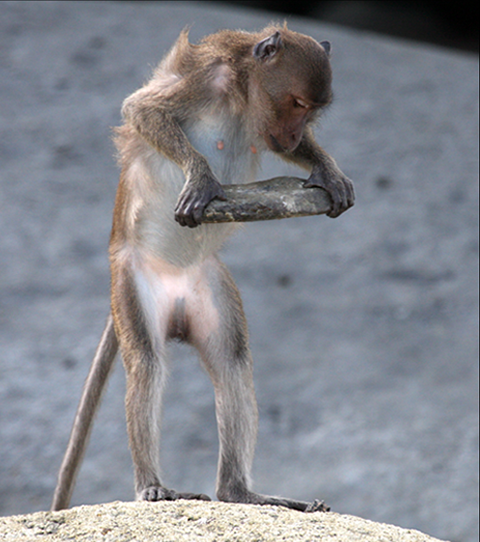
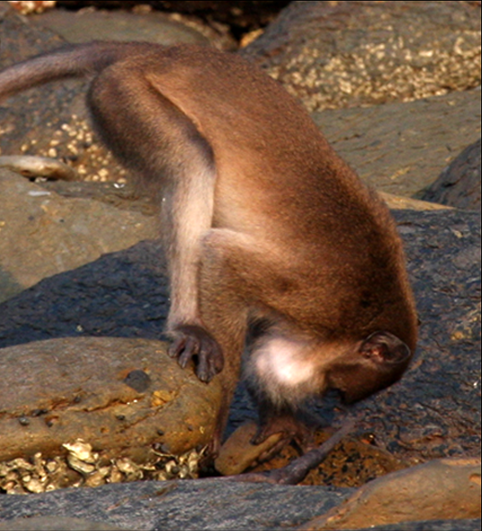
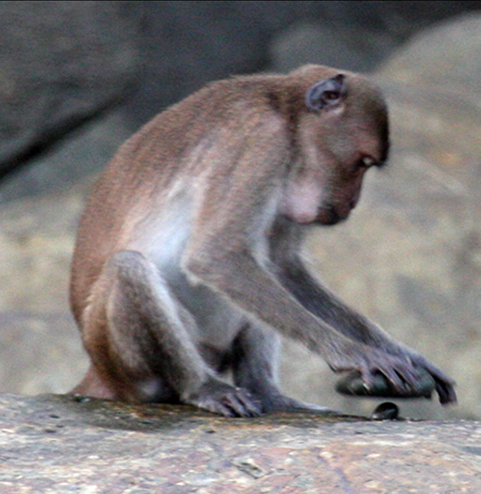

- plus de 50 espèces d'oiseaux rien que dans la mangrove et les vasières : dendrocygne siffleur ; milan sacré et pygargue blagre ; faucon aldrovandin ; colombar giouanne ; passereaux akalat à front noir, gérygone soufrée, gobemouche cyornis rufigastra et siffleur cendré et monticole merle-bleu ; aigrette garzette ; grébifoulque d'Asie ; courlis cendré ; chevalier guignette ; martin-pêcheur d'Europe, martin-chasseur violet et martin-chasseur alcyon amanroptera ; hirondelle rustique ; pluvier de Péron ; pic à ventre blanc et pic meunier ; brève des palétuviers ; anserelle de Coromandel ; ... et il y a en tout de 138 à 175[11] espèces d'oiseaux incluant aussi : calao festonné ; grand coucal ; rollier indien ; colombar à double collier et tourterelle tigrine ; bergeronnette de Béringie et bergeronnette des ruisseaux ; martin-chasseur à collier blanc ; passereaux martin triste, mainate religieux et souimanga à dos vert etc.
- 23 espèces de reptiles : tortue luth et tortue olivâtre, gecko, scinque, lézard, saurien agame leiolepis, varan du Bengale, serpents des mangroves trimeresurus purpureomaculatus et cerberus rynchops, serpent de mer acrochordus granulatus ... ;
- 7 espèces d'amphibiens ;
- plus de 82 espèces de poissons rien que dans la mangrove, lieu où de très nombreux poissons viennent se reproduire : essentiellement des gobiidae, des clupeidae et des engraulidae.

On peut voir dans les récifs coralliens des animaux marins : coraux et gorgones ; tortue de mer ; poisson-papillon, mulet, raie, aiguille de mer ; calmar ; crabe de mer ; concombre de mer ;  étoile de mer etc. 
On peut trouver, en particulier dans la mangrove, de nombreuses espèces de crustacés, gastéropodes, coquillages bivalves, vers annélides polychètes et  oligochètes, vers marins et vers plats plathelminthes : crabe violoniste uca coartata, uca forcipata, uca rosea et crabe metaplax elegan ; petite crevette acete et clorida ; huître crassostrea becheeri ; bivalve meritrix ; escargot de mer nerita ; gastéropode telescopium telescopium et cerithidae etc.